# Burg Fleck
Die Burg Fleck ist eine abgegangene Höhenburg vom Typus einer Turmburg auf einer Anhöhe über dem Schmiechtal in Schmiechen im Alb-Donau-Kreis in Baden-Württemberg.

## Geografische Lage
Die abgegangene Burg Fleck stand unterhalb des Kapfs an der Winterhalde auf einer Anhöhe über der Schmiech. Die Burg stand abseits der anderen Häuser am Ende einer Gasse. Ein weiterer Weg führte von der Burg ins Tal zur Fahrstraße. Alle Zugangswege sind heute autogerecht verbreitert. Heute steht ein modernes Wohnhaus Kapfstraße 33 auf dem Gelände.

## Geschichte der Burg
Es wird angenommen, dass in Schmiechen seit dem 12. oder 13. Jahrhundert eine Burg „oder ein befestigter Wohnplatz“ einer adeligen Familie bestanden hat. Die Burg war Teil des Verteidigungsrings um die Burg Hohenschelklingen und „dürfte daher in der Zeit der edelfreien Herren von Schelklingen oder der Grafen von Berg, die seit Ende des 12./Beginn des 13. Jahrhunderts die Burg Hohenschelklingen innehatten, errichtet worden sein“.
Eine Burg in Schmiechen wird erstmals am 20. Mai 1348 urkundlich genannt, denn an diesem Tag übergibt Heinrich Fleck „seiner Tochter Elsbeth seine Hofraite zu Schmiechen (Smichen) oben im Dorf beim Turm und alles Gut, das er als Lehen von Herrn Conrat v. Gundelvingen innehat, mit allen Rechten – auch mit den Mannrechten – und Zugehörden (…) und gibt ihr als Träger seinen Bruder Conrat Fleck und seinen Schwager Bentz Kaib“. Der Lehensherr stimmt dem Vertrag zu.
Die zweite direkte Nennung einer Burg in Schmiechen stammt vom 20. April 1409, als Ulrich Sefler, der Ehemann der Lugart Fleck, alle seine Güter in Schmiechen, darunter auch Burg und Hofraite, an das Kloster Urspring verkaufte.
Die „Burgsteige“ wird am 23. Februar 1447 erwähnt, als Albrecht Ruch zu Obersulmetingen (Sulmetingen) seine Güter an das Kloster Urspring verkauft; darunter den Garten des Rättich, der an der „Burgsteige“ liegt und jährlich 6 Schilling Heller gültet; außerdem die halbe Mühle. Nach der Lagebeschreibung kann es sich nicht um eine Steige zur nächstgelegenen Burg Muschenwang handeln, sondern es muss sich um den kurzen Anstieg vom Schmiechtal zum Plateau der Burg Fleck gehandelt haben.
Die Lagerbücher des Klosters Urspring von 1475, 1486 und 1502 nennen die Burg noch direkt und gleichförmig: so hatte 1475 Michel Hulwer u. a. einen Garten „alß man vff die burg fert“; und Cuntz Käm besaß einen Garten „lit an der staig alß man gat vff burg“. Und 1502 war Peter Brun u. a. mit dem Garten „als man uff die burg fert“ belehnt.
1502 wird ein Garten „unter dem Schloss“ genannt, den der Lehensinhaber des Burghofs Ulrich Kner mit der Urspringer Meisterin Helena von Hirnheim gegen einen Garten, auf welchem des Haffners Haus jetzt stand, und einen Baumgarten eintauschte. Das „Schloss“ und die Hofraite waren Erbgut; dafür musste Kner zusätzlich noch einen Tag Dienst leisten mit Ross und Wagen.
Mit dem Lagerbuch von 1502 enden die direkten Erwähnungen der Burg und es wird ab dem Lagerbuch von 1595 nur noch der zur Burg gehörige Wirtschaftshof genannt. Der Wirtschaftshof der Burg wurde aber wohl gleichzeitig mit der Burg errichtet, denn eine Burg war gleichzeitig ein Bauernhof.
Bereits 1409 beim Verkauf der Burg an Kloster Urspring wird die „Hofraite“ zur Burg genannt. 1475 wird erstmals der „Burghof“ erwähnt, aus welchem Bartholome Stecher jährlich 15 Schilling Heller und 2 Hühner zinste. Offenbar unabhängig davon wurde der große zur Burg gehörige Besitz („waß zu der burg gehort“) an Gärten, Äckern und Wiesen verliehen, denn 1475 war damit Hans Algöger belehnt und zinste 12 Pfund Heller Heugeld, 120 Eier, 4 Herbsthühner und 1 Fasnachthenne. Dieselbe Unterscheidung zwischen, „was zu der Burg gehört“ und dem „Burghof“ wird in den Lagerbüchern von 1486 und 1502 gemacht. 1486 war der Inhaber des ersten Guts Ulrich Kner und des zweiten Ott. 1502 war der Inhaber des Guts „was zu der Burg gehört“ und des „Burghofs“, jetzt Turmhof („turenhoff“) genannt, jeweils derselbe Ulrich Kner.
Noch das Lagerbuch von 1595 macht die Unterscheidung zwischen Burghof („Burghoff“) und Turmhof („Thurnhoff“). Auf dem ersten saß Hans Knör, auf dem zweiten Ulrich Knör. Der Burghof war Erblehen und bestand aus Haus, Hof, zwei Städeln, zwei Gärten beim Haus, zwei weiteren Gärten, 8½ Tagwerk Wiesen und 67 Jauchert Äckern. Der Turmhof dagegen war viel kleiner, war Erblehen und bestand aus Haus, Hof und Garten beim Haus, eine Wiese und 5½ Jauchert Acker.
Zwischen 1595 und 1686 gingen die Gebäude des Turmhofs ab. Denn im Lagerbuch von 1686 erscheinen der Burghof und „ein Hoffstatt warauf vor disem der Thurn Hoff gestanden“ in der einen Hand des Joseph Stoll. Und nun erfahren wir, dass der Turmhof neben dem Burghof lag („stosst an sein selbst Hofstatt der Thurnhoff genant“). Der Burghof war 1686 viel kleiner als 1595: er enthielt nur noch einen Baumgarten, einen Hanfgarten, 3½ Tagwerk Wiesen und 18 ½ Jauchert Acker. Das Gelände des ehemaligen Turmhofs bestand nunmehr lediglich aus der Hofstatt, worauf das Gebäude gestanden hatte, einem Garten hinter der Hofstatt und 2 Mitle Garten. Besonders aus dem Burghof müssen zwischen 1595 und 1686 viele Grundstücke in andere Hofgüter gekommen sein. Dies geht auch aus einem zeitlich späteren Nachtrag im Lagerbuch 1595 am Ende des Eintrags zum Burghof hervor, wo steht: „Dißes guet ist auch mehrenthails verthailt (…)“. Wegen der Zusammenlegung des Burghofs mit den Turmhof entspann sich ein Streit mit Pfarrer Peter Wörz in Schmiechen wegen des Gartenzehnten, weil niemand mehr zu sagen wusste, wie weit sich der Burghofgarten („burghoff garthen“) ehemals erstreckte.
Das zusammengelegte Gut war 1718 immer noch Lehen des Joseph Stoll. Es war Erblehen und bestand aus Haus, Hof, Hofraite, Stadel und Schweinestall, einem Garten beim Haus, einem Baumgarten, einem Krautgarten, 16 Jauchert 47 Ruten Ackerfeld und 4 Jauchert 43 Wiesen.
1750 war Caspar Strebele Lehensträger des Hofguts, nun ein Falllehen. Es bestand aus Haus, Hof, Stadel, zwei Gärten und eine Hofstatt, „Thurnhof genannt“, alles beieinander, „zwischen der gemeinen gassen und holz, anderseiths Philip Mayer wo ein cleines gässlen oder steug, so er selbst geben und mehrenthails brauchen thutt durchgeht, stosst oben und unden wider uf die gemeindt.“ Der Güterbesitz umfasste 4 Mitle Baumgarten, 2 Mitle Hanfgarten, 2½ Tagwerk Wiesen und 22¾ Jauchert Acker.

## Burganlage
Eine Vorstellung vom Aussehen der Burg zu bekommen ist erschwert, weil keinerlei historische Beschreibung vorliegt. Auch wurden bisher keine archäologischen Untersuchungen des Geländes angestellt, welche denkbar sind, da das Gelände noch nicht vollständig mit modernen Gebäuden überbaut ist. Wir haben lediglich die Nennung eines „Turms“ in den Jahren 1348 und 1409, der Burgsteige 1447, der Burg und des Burghofs 1475, 1486 und 1502. Von 1502 haben wir zusätzlich die Bezeichnung „Schloss“ und die Bezeichnung „Turmhof“ für den Burghof. 1595 haben wir die klare Unterscheidung zwischen Burghof (ehemals „was zur Burg gehört“) und Turmhof (ehemals „Burghof“). 1686 war der Turmhof abgegangen und die zusammenlegten Grundstücke erscheinen nur noch als „Burghof“, wobei beide nebeneinanderlagen.
Aus alle dem ist zu schließen, dass es sich bei der Schmiecher Burg um eine Turmburg gehandelt haben muss, welche wohl von einer Ringmauer und davorliegendem Graben gesichert war. Im Süden und Westen der Burg befand sich der Abhang der Winterhalde, im Norden und Osten war freie Sicht auf das Schmiechtal bis zum Schelklinger Berg. Dieser Turm muss auf der Parzelle gestanden sein, welche später der „Turmhof“ genannt wurde; dies lässt sich aus dem geringen Güterbesitz des Turmhofs erschließen.
Beim Turm muss es ein Vorwerk gegeben haben, welches später der „Burghof“ genannt wurde. Dies war also der eigentliche Wirtschaftshof der Burg, welche dem landwirtschaftlichen Eigenbau diente. So gut wie jede Burg hatte einen solchen bäuerlichen Betrieb zur Selbstversorgung. Die Lehensabgaben der Bauern wurden für gewöhnlich auf dem Markt verkauft.

## Burgbesitzer
Der Besitzer der Burg war die Familie Fleck. Diese stammte aus Neufra und war wegen der Wappenähnlichkeit vermutlich gleicher Abstammung wie die in Neufra ansässige Familie der Ranz. Die Familien Ranz und Fleck besaßen dasselbe Wappen, einen stehenden oder aufgerichteten Steinbock. Der Unterschied besteht lediglich darin, dass bei den Fleck der Steinbock nach rechts und bei den Ranz nach links blickt. Vor der Teilung der Familie in zwei Linien muss die Familie ein gemeinsames Wappen besessen haben. Zu Beginn des 14. Jahrhunderts ließen sich die Fleck mit ihrem Hauptsitz in Schmiechen nieder; sie saßen zuletzt im 15. Jahrhundert nur noch in Pappelau.
Die Familie gehörte zur Ministerialität der Grafen von Berg, also der Ritterschaft und dem niederen Adel. Sie waren aber gleichzeitig Lehensleute benachbarter höhergestellter Adliger, wie den Herren von Steußlingen und der Herren von Gundelfingen, einer Nebenlinie der Herren von Steußlingen. Das erste Mitglied der Familie Fleck in Schmiechen „dürfte der nach dem Urspringer Nekrolog noch im 13. Jahrhundert verstorbene Gotfrit Vlek gewesen sein. Als seine Söhne gelten die Brüder Götz (1310, 1326?), Mil (1310, 1329) und Heinrich (1404, 1329)“. Die Familie verzweigte sich in der Folge in mehrere Linien, wovon sich die Nachkommen des Mil Fleck in Pappelau niederließen. Die in Schmiechen wohnenden Familienmitglieder der einzelnen Zweige bewohnten möglicherweise die Burg gemeinsam, wie es von Ganerbenburgen bekannt ist.
Ein Hauptgrund für das Verschwinden der Familie Fleck aus Schmiechen dürfte das Erlöschen im Mannesstamm einiger Familienzweige gewesen sein. Denn es fällt auf, dass in den Jahrzehnten von 1360 bis 1380 überwiegend nur noch Frauen urkundlich erwähnt werden, abgesehen von der Pappelauer Linie. In den 1370er Jahren werden nur noch zwei männliche Familienmitglieder genannt (Götz und Hans Fleck), dagegen aber sechs weibliche Personen: davon wurden vier Nonnen im Kloster Urspring, aber nur zwei können in die Fleck-Genealogie eingeordnet werden. Lugart Fleck, die Ehefrau Ulrich Seflers, der am 20. April 1409 alle seine Güter einschließlich der Burg an Kloster Urspring verkaufte, dürfte die Erbtochter und die Letzte geborene Fleck in Schmiechen gewesen sein. Ein weiterer Grund könnte im Erlöschen des Bergischen Grafenhauses mit dem Tod von Graf Konrad von Berg am 21. April 1346 zu suchen sein, wodurch die Ministerialität der Grafen von Berg ihre Bedeutung verlor. Schließlich könnte die Familie Fleck auch von einem wirtschaftlichen Niedergang betroffen gewesen sein, denn die vielen Güterverkäufe im 14. Jahrhundert könnten nicht freiwillig, sondern auch wegen Verschuldung getätigt worden sein.